# Dux
Dux (flertal: ducēs) er latin for "leder" (fra navneordet dux, ducis, "leder, general") og senere for eksempelvis det engelske ord for hertug, duke, og dets andre former såsom doge, duce, etc.
I den romerske republik kunne dux henvise til enhver, der kommanderede tropper, inklusive ikke-romerske ledere, men var ikke en formel militærrang. I sin Commentarii de Bello Gallico om Gallerkrigene anvendte Julius Cæsar kun begrebet om keltiske generaler, med en enkelt undtagelse: den romerske kommandør Publius Licinius Crassus, der ikke havde nogen officiel rang på grund af sin unge alder.